# Carnelian
Carnelian (hay cornelian) là một loại khoáng vật có màu nâu-đỏ, được xem là một loại đá bán quý. Tương tự như carnelian là sard, có cứng hơn và sẫm hơn (khác biệt là không giòn, và hai lên gọi có thể sử dụng qua lại được). Cả hai carnelian và sard là các biến thể của silica thuộc nhóm canxedon có màu sắc do các tạp chất oxide sắt III. Màu sắc có thể thay đổi mạnh, từ vàng nhạt đến hầu như đen hoàn toàn. Nó có mặt phổ biến ở Brazil, Ấn Độ, Siberia, và Đức.